# Buses turísticos en Argentina
El primer bus turístico en operar en la República Argentina es el bus turístico inglés de Córdoba (Córdoba City Tour), el mismo fue inaugurado y habilitado el 1 de mayo de 1998. Luego de la incorporación del servicio algunas provincias más de la Argentina fueron animándose a proporcionar el servicio entre las cuales se encuentran el Mendoza City Tour (inaugurado el 14 de septiembre de 2013).
Los buses cuentan con el sistema hop-on hop-off, utilizado por la mayor parte de buses turísticos en el mundo. El sistema consiste en que el pasajero, una vez tiene el ticket del bus, puede bajar en las paradas predeterminadas del bus, y volver a subir en esta o en alguna otra en otro punto de la ciudad. Literalmente hop-on hop-off significa subir y bajar (del bus en este caso).

## Ciudad de Buenos Aires
El bus turístico de la Ciudad de Buenos Aires cuenta con dos recorridos, el recorrido armado sobre la base de 24 paradas que constituyen puntos de gran interés turístico de la capital Argentina, y el Recorrido Azul. Los horarios del bus varían dependiendo si se está en temporada alta o en temporada baja. La duración total del recorrido del bus es de 3 horas y 15 minutos. Actualmente el precio general del boleto es de 260$ (pesos argentinos).

## Tigre
El bus turístico de Tigre cuenta con dos circuitos, uno por el centro del municipio de Tigre y el segundo recorrido por Nordelta y Villa La Ñata. La tarifa actual es de 90$ (pesos argentinos) incluyendo ambos circuitos, cabe aclarar que los dos recorridos del bus son dentro del Municipio de Tigre. El bus opera los sábados, domingos y feriados.

## Córdoba

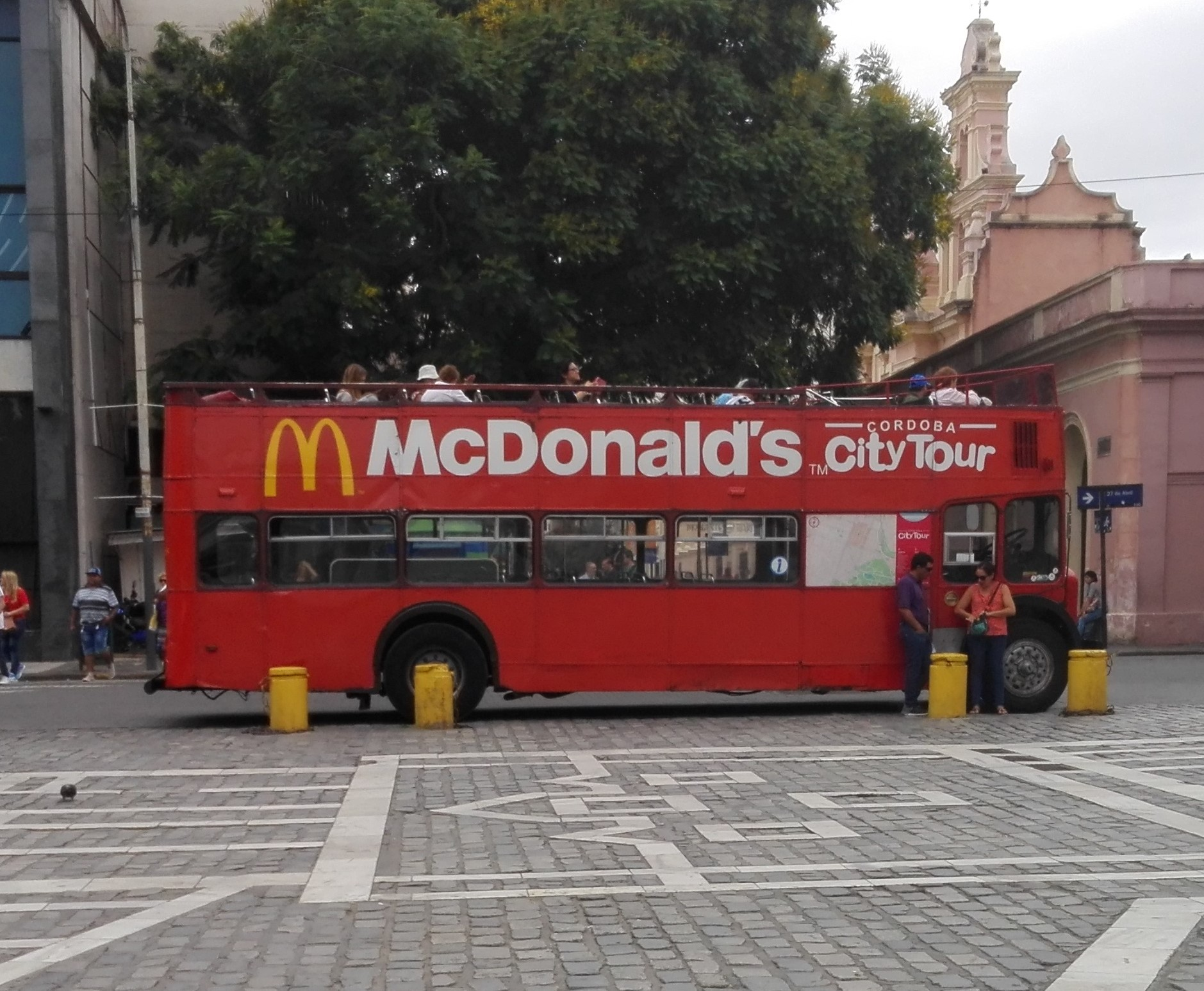
Bus inglés en la Plaza San Martín, Córdoba

En la ciudad de Córdoba existen dos alternativas de bus turístico:
El primero se realiza con un tradicional autobús inglés, Bristol Lodekka, el mismo cuenta con un circuito de una hora y media de duración, y la tarifa actual general cuesta $8000 (pesos argentinos). El bus sale todos los días, excepto los días miércoles. El bus turístico recorre  Plaza San Martín, Catedral y Cabildo, Cañada, Plaza Italia, Tribunales, calle Colón, Teatro del Libertador San Martín, Paseo del Buen Pastor e Iglesia de los Capuchinos, Palacio Ferreyra, Parque Sarmiento, Ciudad de las Artes, Puentes del Bicentenario y el nuevo Centro Cívico. El “Córdoba City Tour – bus inglés” recibió también una distinción por haber sido la tercera empresa en obtener el Sello para Empresas del programa Anfitriones Turísticos Registrados, logrando de esta manera la capacitación de la mayoría de los integrantes de su equipo sobre el Destino Córdoba Ciudad, y sus recursos tangibles e intangibles, entre otras habilidades y herramientas que favorecen la buena atención y recibimiento de turistas y vecinos.
Una alternativa es el servicio brindado por la Municipalidad de Córdoba con un moderno colectivo doble piso que posee capacidad para 60 pasajeros.
A diferencia del Bus Inglés, este servicio funciona con la modalidad Free Hop-On & Hop-Off, que significa que en cada lugar el turista se puede bajar y volver a subir en el siguiente bus durante un período de 24 horas. El bus sale desde Plaza San Martín, de jueves a domingo en temporada baja, y diariamente durante temporada alta. El autobús recorre los puntos más importantes de la ciudad, como Plaza San Martín-Cabildo, Mercado Norte, Cañada, Paseo Sobremonte, Palacio de Justicia, Palacio 6 de Julio, Güemes, Manzana Jesuítica, Patio Olmos y Plaza Vélez Sársfield, Paseo Buen Pastor, Plaza España, Parque de las Tejas, Ciudad Universitaria, Parque Sarmiento, Zoo, Coniferal, Hombre Urbano y Barrio General Paz.

## Mendoza

### City Tour
Mendoza cuenta no solo con un bus turístico, el cual recorre la ciudad, sino que también cuenta con un bus que recorre algunas bodegas, situadas en las afueras de la ciudad.
El bus turístico mendocino, llamado Mendoza City Tour posee un solo recorrido de 18 o 17 paradas dependiendo si se está en temporada alta o en temporada baja. Tomando el bus cuales se recorren las partes más importantes de la ciudad, cabe destacar el Cerro de la Gloria, el Parque General San Martín, la Plaza Independencia, el Área Fundacional, el Parque Central y el Barrio Cívico. El precio del ticket general es de 110$ (pesos argentinos) en estos momentos.

### Bus Vitivinícola
Mendoza también cuenta con el Bus Vitivinícola, con tres recorridos, con cada uno visita alrededor de tres y cuatro bodegas: "El Río", "Luján Sur" (miércoles y viernes) y "El Sol" (jueves y sábados), en todos los casos, con alternativas para el día completo o medio día. El bus puede ser tomado en distintos puntos de la ciudad y en hoteles. Los jueves y sábados hace el recorrido "El Sol", que visita determinadas bodegas, en tanto los miércoles y viernes, con el "Circuito Luján Sur", llega a bodegas más alejadas. El precio general del ticket es de $300 (pesos argentinos) pero varía dependiendo del recorrido a tomar.

## Salta
El bus turístico de Salta fue inaugurado en el 2008. El bus recorre la ciudad lentamente con la intención de que los turistas visiten los puntos más importantes de la ciudad de Salta y 14 paradores distintos. La tarifa actual del bus es de 160$ (pesos argentinos). Las salidas del bus dependen de la época del año. El bus no cuenta con el sistema hop-on hop-off, y el recorrido completo del bus dura alrededor de dos horas y media.